# Quot homines, tot sententiae
Quot homines, tot sententiae (Latijn: Zoveel mensen, zoveel meningen) is een frase die in 161 v.Chr. door Terentius werd gebruikt in zijn komedie Phormion (v. 454). In de variant Quot capita, tot sententiae (Zoveel hoofden, zoveel zinnen) is het een uitdrukking in vele talen. Desiderius Erasmus wijdde er een stukje aan van zijn Adagia (I.3.7). Hij bracht de uitdrukking in verband met een citaat uit de Odysseia van Homeros (XIV.228):
Iedere mens vindt vreugde in andere dingen (ἄλλος γάρ τ' ἄλλοισιν ἀνὴρ ἐπιτέρπεται ἔργοις)
Ook Persius haalde hij aan:
Er zijn wel duizend soorten mensen en ieders leven heeft zijn eigen kleur.
Ieder koestert eigen verlangens, men is niet eensgezind in zijn wensen.
Het thema van de eerste ode van Horatius is dat iedere mens eigen belangstellingen en liefhebberijen heeft.
In de versie van Terentius is de uitspraak ook te vinden bij Cicero, in zijn werk De finibus malorum et bonorum (eerste boek).

## Voetnoten
1. ↑  Emanuel Strauss, Dictionary of European Proverbs, 2012, p. 484-485
2. ↑  Desiderius Erasmus, Spreekwoorden – Adagia, vertaald en toegelicht door Jeanine De Landtsheer, 2011, p. 68-69